# Renato Longo
Renato Longo (9. srpna 1937 Vittorio Veneto – 8. června 2023) byl italský mistr světa v cyklokrosu.
Profesionálem byl v letech 1960–1972.

## Úspěchy
- MS: 5× zlato, 2× stříbro, 1× bronz
- Mistrovství Itálie: 12× zlato, 2× stříbro
- další medaile ze závodů ve Itálii, Francii, Švýcarsku a Belgii